# CAR-T-Zell-Therapie

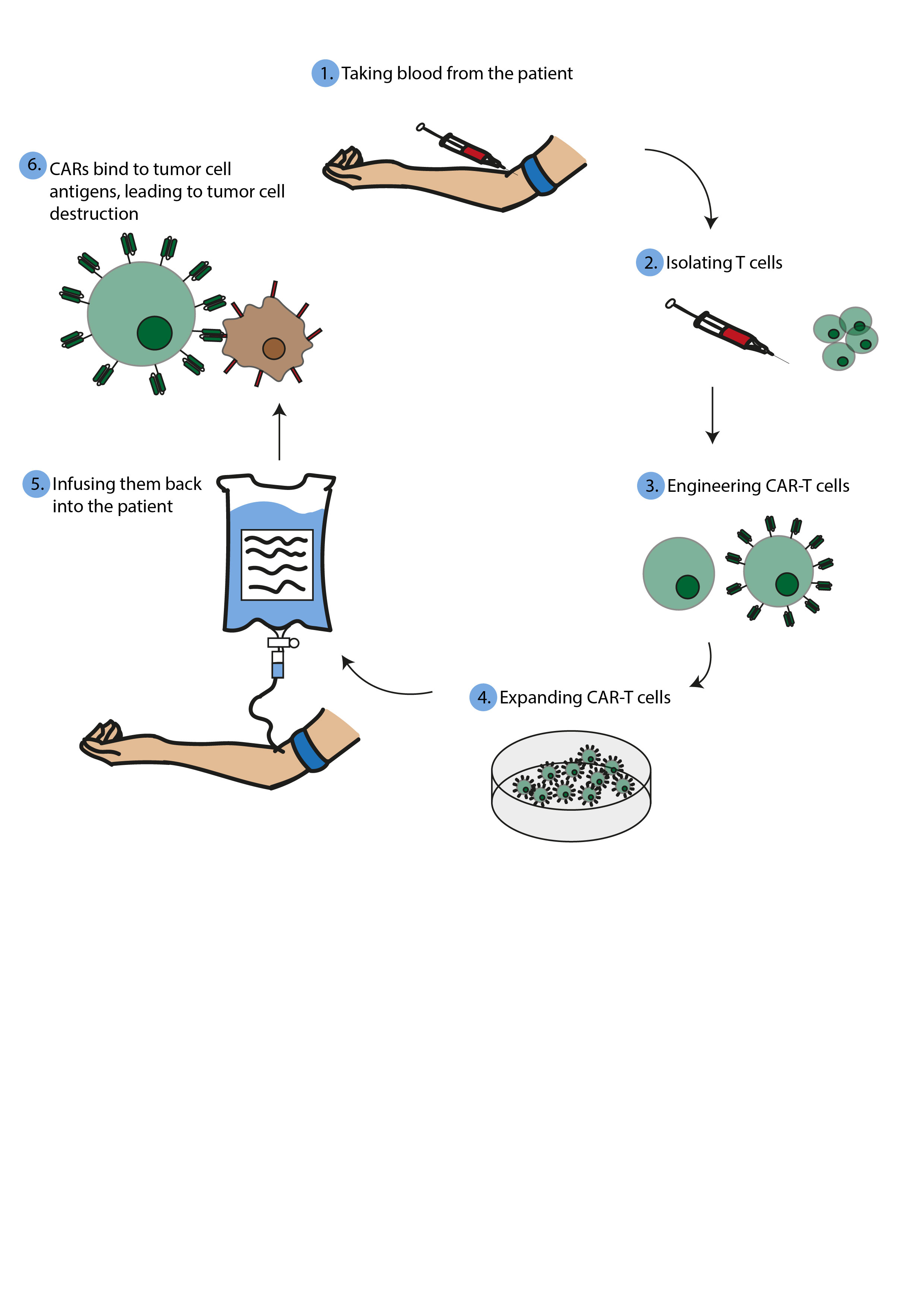
Skizziertes Prinzip einer CAR T-Zell Therapie: Dem Patienten wird Blut abgenommen (1), woraus im Labor T-Zellen isoliert werden (2). Die isolierten T-Zellen werden genetisch so verändert, dass sie chimäre Antigenrezeptoren (CARs) exprimieren (3) und anschließend expandiert (4). Per Infusion können die modifizierten T-Zellen nun zurück in den Blutkreislauf des Patienten gebracht werden (5). Die CAR T-Zellen sind nun in der Lage, tumorspezifische Antigene zu erkennen und diese zu binden, was zur Zerstörung der Tumorzellen führt (6).

Bei der CAR-T-Zell-Therapie – CAR steht für Chimeric Antigen Receptor – handelt es sich um eine Immuntherapie gegen Krebs und Autoimmunerkrankungen, bei der gentechnologisch veränderte T-Zellen (sogenannte CAR-T-Zellen) mit synthetischen antigenspezifischen Rezeptoren zur Anwendung kommen.

## Methode

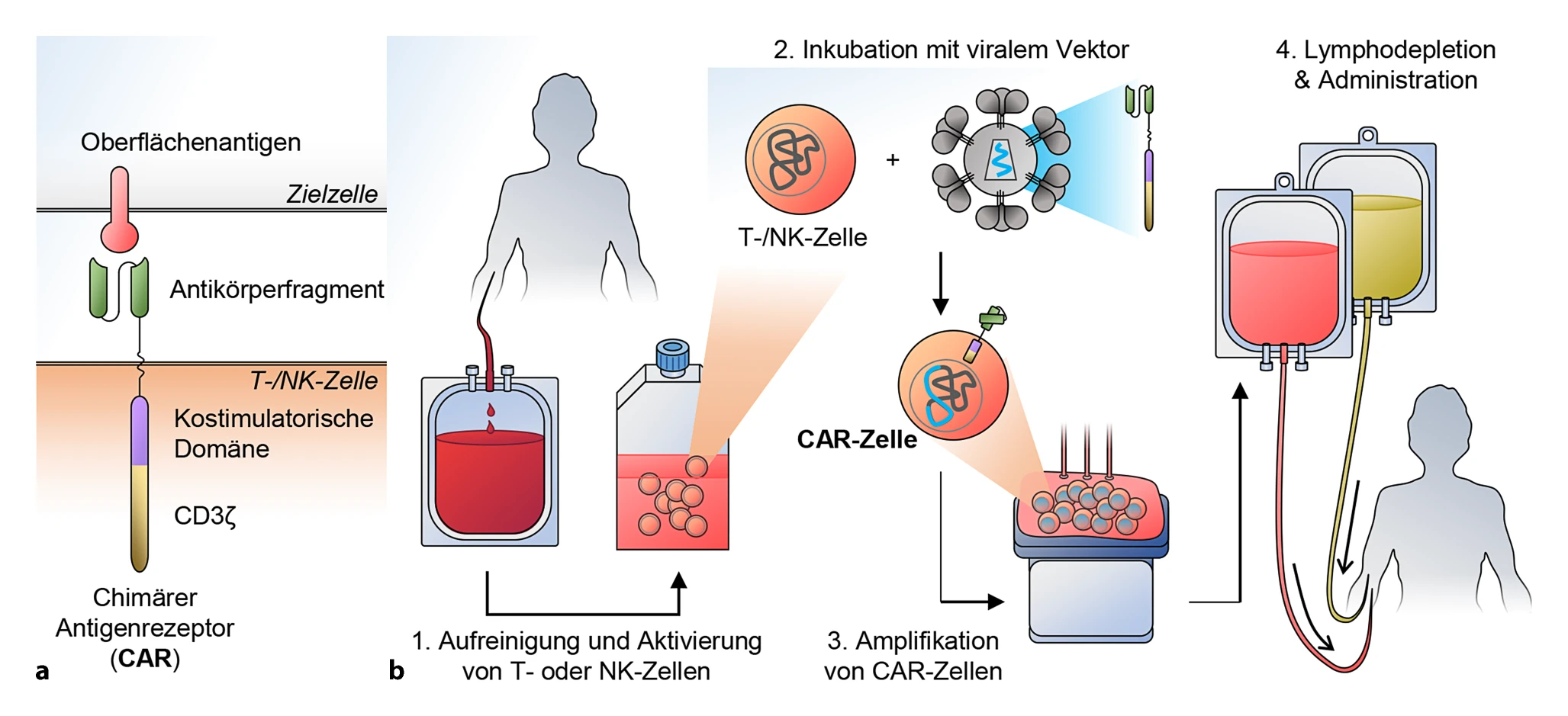
a Architektur eines chimären Antigenrezeptors (CAR). Die Antigenbindungsdomäne, hier ein Einzelkettenantikörperfragment, bindet Epitope nativer Strukturen auf der Oberfläche der Zielzelle. Bei Antigenbindung lösen die intrazellulären (ko)stimulatorischen Domänen ein Aktivierungssignal in der CAR-Immunzelle aus, welches zur Zerstörung der Zielzellen führt. b Herstellung eines autologen CAR-Zellprodukts. Aus einer Patientenblutspende werden T- oder NK-Zellen isoliert und ex vivo kultiviert. Durch Transduktion mit z. B. lentiviralen Vektoren wird ein für den CAR codierendes Gen ins Erbmaterial der Zellen integriert. So generierte CAR-Zellen werden dann weiter vermehrt, bevor sie, folgend auf eine lymphodepletierende Vorbehandlung, in den Patienten reinfundiert werden. Für die Herstellung eines allogenen CAR-Zellprodukts werden die T- oder NK-Zellen aus Fremdblutspenden gewonnen.

In der CAR-T-Zell-Therapie werden zunächst T-Zellen für einen adoptiven Zelltransfer aus dem Blut des Patienten gewonnen, die dann im Labor gentechnisch so verändert werden, dass sie chimäre Antigenrezeptoren (CAR) auf ihrer Oberfläche bilden, die gegen krebsspezifische Oberflächenproteine gerichtet sind. Die Immunzellen werden somit künstlich auf den Krebs abgerichtet. Die so veränderten CAR-T-Zellen werden dem Patienten zurückinfundiert, wo sie sich idealerweise vermehren und zu einer heftigen und lang anhaltenden Immunreaktion gegen den Krebs führen.
Prinzipiell können verschiedene T-Zell- und andere Rezeptoren chimärisch verändert werden. Als erstes Ziel wurde der CD19-Rezeptor gewählt, da er bei B-Zell-Leukämien und B-Zell-Lymphomen sehr häufig ist und im Vergleich zu anderen Rezeptoren wie CD20-Rezeptor oder CD22-Rezeptor viel stärker und häufiger exprimiert wird. Da das B-Lymphozytenantigen CD19 ausschließlich auf B-Zellen vorkommt, kommt als unerwünschte „on-target“-Wirkung lediglich eine B-Zell-Aplasie in Frage, die durch eine Immunglobulintherapie behandelbar ist.

## Rezeptoren
Findet ein Leukozyt ein körperfremdes Antigen (zum Beispiel ein Bakterien- oder Viruspartikel), präsentiert es dieses Antigen auf seiner Zelloberfläche, gebunden an ein HLA-Allel. Dieses wird von einem T-Zell-Rezeptor (auf einer T-Zelle, einem speziellen Lymphozyten) erkannt und löst dann in der T-Zelle eine Aktivierung aus, wodurch eine adaptive Immunantwort gegen das Antigen getriggert wird. Der T-Zell-Rezeptor besteht aus den zwei Antigen-spezifischen heterodimeren α- und β-Ketten, die über eine Disulfid-Brücke fest verbunden sind und auf der Zelloberfläche nahe mit CD3-Rezeptoren und ihren ε-, γ-, β- und ζ-Ketten assoziiert sind, die als Kostimulatoren eine wichtige Rolle spielen.
Die erste Generation von CAR-T-Rezeptoren wurde in den 1990er Jahren entwickelt, indem spezifische Rezeptoren auf die immunaktivierenden Proteine der T-Zell-Oberfläche aufgesetzt wurden („chimärisch“). Dabei wurden je eine leichte und eine schwere vom Immunglobulin abgeleitete Proteinkette zur spezifischen Antigen-Erkennung auf eine Transmembran-Domäne aufgesetzt, die in ihrem intrazellulären Abschnitt eine Aktivierungsdomäne aufwies, meist eine ζ-Kette des CD3-Rezeptors. Damit konnte zwar eine HLA-unabhängige Aktivierung erreicht werden, die jedoch aufgrund der geringen Signalkapazität nicht zur dauerhaften Aktivierung führte.
Dies gelang dann mit den CAR-T-Zell-Rezeptoren der zweiten Generation, die wie „normale“ T-Zell-Rezeptoren eine doppelte Signalaktivierung aufwiesen (dual signaling CAR). Dazu wurden chimäre Kostimulatoren eingesetzt, die die T-Zell-Proliferation bei wiederholtem Antigen-Kontakt fördern und anti-apoptotisch wirken, dadurch wurde der Weg zur CAR-T-Zell-Therapie gebahnt.

## Nebenwirkungen und Gegenmittel
Wie die meisten Krebstherapien kann auch die CAR-T-Zell-Therapie schwere Nebenwirkungen verursachen. Eine der häufigsten ist das Zytokin-Freisetzungssyndrom (englisch cytokine release syndrome (CRS)). Dabei kommt es zu teils lebensbedrohlichen Symptomen wie Fieber, Schüttelfrost, Atembeschwerden und Hautausschlägen. Die Beschwerden werden vermutlich durch den massiven Zerfall der Krebszellen verursacht, wodurch eine Vielzahl von Zytokinen freigesetzt wird.
Zur Behandlung eines durch CAR-T-Zellen ausgelösten CRS ließ die US-amerikanische Food and Drug Administration (FDA) im August 2017 den Antikörper Tocilizumab (Handelsname: Actemra/RoActemra; Hersteller: Roche) zu.
Zur Beseitigung der nach Vermehrung von adoptiv übertragenen CAR-T-Zellen potentiell entstehenden Toxizität verwendet man heute auch induzierbare (synthetische) Suizidgene, die vorab in die CAR-T-Zellen eingebracht werden. Eines dieser Suizidgene ist etwa die induzierbare Caspase iCasp9, die künstlich durch Modifizieren nativer Caspase-9 und Fusion derselben mit einer FK506-Domäne konstruiert wurde. Bei etwaigen Nebenwirkungen kann der Löwenanteil dieser CAR-T-Zellen (auch sCAR-T-Zellen, für suizidCAR-T-Zellen) auf Wunsch zum Absterben (Apoptose) gebracht werden, indem das Suizidgen iCasp9 via der FK506-Domäne durch Gabe von Rapamycin (oder einem anderen kleinmoleküligen Dimerisierungsinduktor) aktiviert wird.
In ähnlicher Weise gibt es bei den neuesten Formen von CAR-T-Zellen auch weitere derartige „Sicherheitsschalter“. Diese werden vorab eingebaut, um außer Kontrolle geratene CAR-T-Zellen wieder eliminieren zu können. Ein Beispiel ist der Tyrosinkinase-Inhibitor Dasatinib. Mit Dasatinib können CAR-T-Zellen sogar vorübergehend aus- und dann wieder eingeschaltet werden, sobald etwaige Nebenwirkungen abgeklungen sind.

## Vertreter
Tisagenlecleucel (Handelsname: Kymriah; Hersteller Novartis) war 2017 der erste Wirkstoff, der zur adoptiven Immuntherapie zugelassen wurde. Dadurch, dass es sich um den ersten Vertreter eines vollkommen neuen Therapieansatzes handelte, spricht man von first in class. Wie die Food and Drug Administration (FDA) mitteilte, sei es in den USA die erste Gentherapie, die zugelassen wurde. Seitdem wurden mehrere weitere CAR-T-Zell-Therapeutika entwickelt und zugelassen, die im Folgenden aufgeführt sind.
| Freiname (Handelsname)              | Hersteller                    | Zulassung                         | Target | Beschreibung | Anwendungsgebiet(e) |
| ----------------------------------- | ----------------------------- | --------------------------------- | ------ | --- | --- |
| Tisagenlecleucel (Kymriah)          | Novartis                      | 2017 (USA), 2018 (EU)             | CD19   | Autologe T-Zellen, die ex vivo genetisch modifiziert wurden, um einen chimären gegen CD19 gerichteten Antigenrezeptor zu exprimieren, der so konzipiert ist, dass er CD19-exprimierende Zellen spezifisch erkennt und das Signal nach der Bindung über die 4-1BB (CD137) und CD3ζ-Signaldomäne weiterleitet. | - Patienten bis zu 25 Jahre mit refraktärer oder rezidivierter akuter lymphatischer B-Zell-Leukämie (ALL) - Erwachsene Patienten mit rezidiviertem oder refraktärem diffus großzelligem B-Zell-Lymphom (DLBCL) oder follikulärem Lymphom (FL) nach mindestens zwei systemischen Therapien |
| Axicabtagen ciloleucel (Yescarta)   | Kite Pharma / Gilead Sciences | 2017 (USA), 2018 (EU), 2019 (CDN) | CD19   | Autologe T-Zellen, die ex vivo mittels retroviraler Transduktion genetisch modifiziert wurden, um einen chimären Antigenrezeptor (CAR) zu exprimieren, der ein variables Maus-Anti-CD19-Einzelkettenfragment umfasst, das mit der kostimulatorischen Domäne CD28 und der Signaldomäne CD3ζ verbunden ist. | - Erwachsene Patienten mit rezidiviertem oder refraktärem diffus großzelligem B-Zell-Lymphom (DLBCL) oder hochmalignem B-Zell-Lymphom (HGBL), das innerhalb von 12 Monaten nach Abschluss einer Erstlinien-Chemoimmuntherapie rezidiviert oder gegenüber dieser refraktär ist. - Erwachsene Patienten mit rezidiviertem oder refraktärem DLBCL oder primär mediastinalem großzelligem B-Zell-Lymphom (PMBCL) nach zwei oder mehr systemischen Therapien - Erwachsenen Patienten mit rezidiviertem oder refraktärem follikulärem Lymphom (FL) nach drei oder mehr systemischen Therapien. |
| Brexucabtagen autoleucel (Tecartus) | Kite Pharma                   | 2020 (USA, EU)                    | CD19   | Autologe T-Zellen, die ex vivo mit einem retroviralen Vektor genetisch modifiziert wurden, der für einen gegen CD19 gerichteten chimären Antigenrezeptor (CAR) kodiert, der ein variables Maus-Anti-CD19-Einzelkettenfragment (scFv) umfasst, das mit der kostimulatorischen Domäne CD28 und der Signaldomäne CD3ζ verbunden ist. | - Erwachsene Patienten mit rezidiviertem oder refraktärem Mantelzelllymphom (MCL) nach zwei oder mehr systemischen Therapien, die einen Bruton-Tyrosinkinase-(BTK-)Inhibitor einschließen - Erwachsene Patienten ab einem Alter von 26 Jahren mit rezidivierter oder refraktärer akuter lymphatischer Leukämie (ALL) aus B-Zell-Vorläufer-Zellen. |
| Idecabtagen vicleucel (Abecma)      | Bristol-Myers Squibb          | 2021 (USA) 2021 (EU)              | BCMA   | Autologe T-Zellen, transduziert mit einem lentiviralem Vektor, um einen chimären Antigenrezeptor zu exprimieren, der gegen das B-Zell-Reifungsantigen (B-cell maturation antigen, BCMA) gerichtet ist. Der CAR besteht aus einem murinen extrazellulären einkettigen variablen Fragment (scFv), das spezifisch für die Erkennung des B-Zell-Reifungsantigens (BCMA) ist, gefolgt von einer humanen CD8α-Gelenk- und Transmembrandomäne, die mit den zytoplasmatischen T-Zell-Signaleinheiten 4-1BB (CD137) und der CD3ζ-Kette verbunden ist. | - Erwachsene Patienten mit rezidiviertem oder refraktärem multiplem Myelom, die mindestens drei vorausgegangene Therapien, einschließlich eines Immunmodulators, eines Proteasominhibitors und eines Anti-CD38-Antikörpers, erhalten und unter der letzten Therapie eine Krankheitsprogression gezeigt haben. |
| Lisocabtagen maraleucel (Breyanzi)  | Bristol-Myers Squibb          | 2021 (USA) 2022 (EU)              | CD19   | Autologe T-Zellen, die ex vivo genetisch modifiziert wurden, um einen chimären Antigenrezeptor zu exprimieren, der gegen CD19 gerichtet ist. Der CAR besteht aus dem monoklonalen FMC63-Antikörper-abgeleiteten monoklonalen Antikörper (scFv), der IgG4-Gelenkregion, der CD28-Transmembrandomäne, der kostimulatorischen Domäne 4-1BB (CD137) und der aktivierten CD3ζ-Domäne. | - Erwachsene Patienten mit diffus großzelligem B-Zell-Lymphom (DLBCL), hochmalignem B-Zell-Lymphom (HGBL), primär mediastinalem großzelligem B-Zell-Lymphom (PMBCL) oder follikulärem Lymphom Grad 3B (FL3B), die innerhalb von 12 Monaten nach Abschluss der Erstlinien-Chemoimmuntherapie rezidivierten oder gegenüber dieser Therapie refraktär sind. - Erwachsene Patienten mit rezidiviertem oder refraktärem DLBCL, HGBL, PMBCL oder FL3B nach zwei oder mehr Linien systemischer Therapie.                                                                                        |
| Ciltacabtagen autoleucel (Carvykti) | Janssen-Cilag                 | 2022 (USA, EU)                    | BCMA   | Autologe T-Zellen, die ex vivo mit einem replikationsinkompetenten lentiviralen Vektor transduziert wurden, um einen chimären Antigenrezeptor zu exprimieren, der gegen das B-Zell-Reifungsantigen (BCMA) gerichtet ist. Er enthält zwei Einzeldomänen-Antikörper, die mit einer ko-stimulatorischen 4-1BB-Domäne und einer CD3ζ-Signaldomäne verbunden sind. | Behandlung erwachsener Patienten mit rezidiviertem und refraktärem multiplen Myelom, die zuvor bereits mindestens drei bzw. vier Therapien erhalten haben, darunter einen Immunmodulator, einen Proteasom-Inhibitor sowie einen anti-CD38-Antikörper. |

## Kosten
Die Kosten einer CAR-T-Zell-Therapie sind außergewöhnlich hoch. In den Vereinigten Staaten kostet eine Behandlung mit Yescarta 373.000 US-Dollar pro Patient. Bei Kymriah werden gar 475.000 US-Dollar verlangt. Diese Kosten werden allerdings nur im Fall eines Therapieerfolgs in Rechnung gestellt. Der Therapieerfolg ist durch die Wirkung der Behandlung nach einem Monat definiert.
In Deutschland kostet eine Behandlung der ALL und von Non-Hodgkin-Lymphomen mit Kymriah 380.000 €.
Begründet werden die hohen Therapiekosten mit hohen Herstellungskosten, die pro Patient etwa 50.000 US-Dollar betragen sollen.

## Zentren
Die CAR-T-Zelltherapie steht derzeit nur an ausgewählten Zentren zur Verfügung, die über ausreichend klinische Erfahrung mit Zelltherapien verfügen. Entsprechend den Qualitätsvorgaben der Zulassungsbehörden werden einzelne Zentren von den Herstellern für die Anwendung der CAR-T-Zell-Therapie geschult. Derzeit sind etwa 15 deutsche Universitätskliniken für eine Behandlung mit Kymriah und/oder Yescarta qualifiziert. Eine offizielle Liste bereits zertifizierter Zentren gibt es bislang nicht. Ansprechpartner sind die behandelnden Onkologen beziehungsweise der Hersteller des entsprechenden CAR-T-Zell-Produkts.

## Autoimmunkrankheiten
Im Jahr 2022 wurde von erfolgreichen CAR-T Therapien bei Lupus erythematodes berichtet. Anfang 2023 wurde auch über eine erfolgreiche Therapie (6 Monate ohne Rückfall) eines Patienten mit autoimmuner Myositis berichtet. Auch Patienten mit systemischer Sklerose wurden erfolgreich behandelt. Die Therapie richtet sich jeweils gegen die B-Zellen, die sich gegen das eigene Körpergewebe gebildet haben.